# Lactógeno placentario humano
El lactógeno placentario humano (hPL) o somatomamotropina coriónica humana (hCS), es una hormona polipeptídica producida por la placenta. Su estructura es similar a la somatotropina humana. Su función consiste en modificar el metabolismo de las mujeres durante el embarazo para facilitar el aporte de energía al feto. El hPL tiene propiedades antiinsulina. Cuatro horas después del alumbramiento placentario, el hPL en el plasma sanguíneo vuelve a valores indetectables.

## Estructura
El hPL está formado por 191 aminoácidos que se unen por medio de 2 enlace disulfuro y es secretado por el sincitiotrofoblasto durante el embarazo. Su peso molecular es de 22.125 Da. Como la somatotropina el hPL es codificado por genes ubicados en el cromosoma 17q22-24. Su vida media es de 15 minutos. La hormona fue descrita por primera vez en 1963.

## Niveles
El lactógeno placentario humano únicamente está presente durante el embarazo y los niveles sanguíneos son proporcionales al crecimiento del feto y la placenta. Los niveles máximos son alcanzados entre la semana de gestación 24 y 28, usualmente con cifras de 5–7 mg/L. En embarazos múltiples los niveles de esta hormona son más elevados. Pequeñas cantidades penetran a la circulación fetal.

## Función
En ensayos biológicos el hPL imita la acción de la prolactina, todavía no es claro si posee un papel en la lactancia.
El hPL afecta el metabolismo de la gestante; produce un aumento de la resistencia al efecto de la insulina, aumentado los niveles sanguíneos de glucosa, con disminución de la captación de esta por el organismo de la madre, lo que redunda en mayor disponibilidad de glucosa para la nutrición fetal. El hPL induce lipolisis con la liberación de ácidos grasos. Mediante este mecanismo se sustituyen los ácidos grasos en lugar de glucosa, como combustible para la madre, mientras el feto puede captar con libertad la glucosa. Las cetonas producto del metabolismo de los ácidos grasos puede pasar la barrera placentaria y pueden ser usados por el feto. Estos ajustes permiten garantizar la nutrición fetal incluso en presencia de malnutrición materna.
Esta hormona tiene una acción similar a la somatotropina en la formación de proteínas tisulares, aunque la acción es débil requiriéndose 100 veces la cantidad de hPL para igualar el efecto de la hormona de crecimiento.

## Uso clínico
Los niveles de hPL se han usado como indicador de un crecimiento adecuado y bienestar fetal, sin embargo otros métodos de evaluación han demostrado ser más fiables. Se han reportado embarazos normales con niveles maternos indetectables de hPL. 
Se ha demostrado que el lactógeno placentario humano puede servir como marcador tumoral en virtud de que las células se tiñen bien para el hPL.